# Nicholas Rogers
Nicholas Rogers (Sydney, 6 marzo 1969) è un attore e modello australiano con cittadinanza francese.

## Biografia
Nicholas Rogers è nato a Sydney il 6 marzo 1969. Secondo di tre figli, all'età di 20 anni è andato a New York per intraprendere la carriera di  modello. Qui ha ricevuto una chiamata dal regista italiano Lamberto Bava, che dopo avergli fatto un provino gli ha affidato un ruolo importante nei suoi film per la tv Fantaghirò 3 e Fantaghirò 4: le riprese si sono svolte in Italia, Cecoslovacchia e Thailandia.
Dopo l'avventura di Fantaghirò, l'attore è stato chiamato di nuovo da Lamberto Bava per recitare come co-protagonista ne La principessa e il povero (1997) e in seguito nel 1999 per Caraibi. Nel 1998 invece è stato scelto per interpretare Lorenzo nel film Laura non c'è di Antonio Bonifacio, film ispirato alla canzone di Nek.
Come modello ha sfilato per Karl Lagerfeld e Rayban, anche dopo essere diventato attore. 
É il protagonista del video musicale  della canzone "Larsen" della cantante Zazie.
All'inizio del 1998 ha ricevuto il premio tedesco "Pop Rocky" come uno dei tre migliori attori dell'epoca. 
Nel 2005 è stato il protagonista di The Razor's Edge, un cortometraggio di sette minuti senza dialogo, girato in una Australia post-apocalittica. Tale pellicola è stata l'ultima a cui ha preso parte come attore.

## Vita privata
Nel marzo 2007 si è sposato con la sua fidanzata Angela; nel novembre dello stesso anno i due coniugi sono diventati genitori del loro primo figlio. Attualmente Rogers vive dividendosi tra Parigi e Sydney, e lavora nella sua società di produzione e commercializzazione di mobili di design per ristoranti.

## Filmografia
- Fantaghirò 3 - film TV (1993)
- Fantaghirò 4 - film TV (1994)
- La principessa e il povero - film TV (1997)
- Laura non c'è, regia di Antonio Bonifacio (1998)
- Half Mongrel, regia di Alex Chomicz - cortometraggio (1998)
- Caraibi - miniserie TV, 4 episodi (1999)
- Maria, figlia del suo figlio - miniserie TV (2000)
- The Razor's Edge, regia di Gabriel Dowrick - cortometraggio, accreditato come Nick Rogers (2005)

## Doppiatori italiani
- Francesco Prando in Fantaghirò 3, Fantaghirò 4, La principessa e il povero, Caraibi
- Christian Iansante in Laura non c'è